# Conches-sur-Gondoire
Conches-sur-Gondoire és un municipi francès, situat al departament del Sena i Marne i a la regió d'Illa de França. L'any 2007 tenia 1.722 habitants.
Forma part del cantó de Lagny-sur-Marne, del districte de Torcy i de la Comunitat d'aglomeració Marne i Gondoire.

## Demografia

### Població
El 2007 la població de fet de Conches-sur-Gondoire era de 1.722 persones. Hi havia 608 famílies, de les quals 88 eren unipersonals (32 homes vivint sols i 56 dones vivint soles), 228 parelles sense fills, 260 parelles amb fills i 32 famílies monoparentals amb fills.
La població ha evolucionat segons el següent gràfic:
Habitants censats

### Habitatges
El 2007 hi havia 644 habitatges, 604 eren l'habitatge principal de la família, 13 eren segones residències i 27 estaven desocupats. 622 eren cases i 21 eren apartaments. Dels 604 habitatges principals, 554 estaven ocupats pels seus propietaris, 34 estaven llogats i ocupats pels llogaters i 16 estaven cedits a títol gratuït; 3 tenien una cambra, 15 en tenien dues, 47 en tenien tres, 95 en tenien quatre i 444 en tenien cinc o més. 554 habitatges disposaven pel capbaix d'una plaça de pàrquing. A 239 habitatges hi havia un automòbil i a 346 n'hi havia dos o més.

### Piràmide de població
La piràmide de població per edats i sexe el 2009 era:
| Homes | Edats   | Dones |
| ----- | ------- | ----- |
| 0     | 95 o +  | 12    |
| 12    | 90 a 94 | 8     |
| 0     | 85 a 89 | 28    |
| 16    | 80 a 84 | 12    |
| 8     | 75 a 79 | 16    |
| 32    | 70 a 74 | 12    |
| 40    | 65 a 69 | 44    |
| 68    | 60 a 64 | 48    |
| 60    | 55 a 59 | 92    |
| 100   | 50 a 54 | 112   |
| 100   | 45 a 49 | 76    |
| 52    | 40 a 44 | 64    |
| 40    | 35 a 39 | 48    |
| 24    | 30 a 34 | 32    |
| 40    | 25 a 29 | 24    |
| 60    | 20 a 24 | 72    |
| 72    | 15 a 19 | 76    |
| 64    | 10 a 14 | 44    |
| 48    | 5 a 9   | 32    |
| 20    | 0 a 4   | 28    |

## Economia
El 2007 la població en edat de treballar era de 1.081 persones, 776 eren actives i 305 eren inactives. De les 776 persones actives 731 estaven ocupades (382 homes i 349 dones) i 46 estaven aturades (30 homes i 16 dones). De les 305 persones inactives 124 estaven jubilades, 103 estaven estudiant i 78 estaven classificades com a «altres inactius».

### Ingressos
El 2009 a Conches-sur-Gondoire hi havia 599 unitats fiscals que integraven 1.640,5 persones, la mediana anual d'ingressos fiscals per persona era de 29.390 €.

### Activitats econòmiques
Dels 73 establiments que hi havia el 2007, 1 era d'una empresa de fabricació d'altres productes industrials, 9 d'empreses de construcció, 14 d'empreses de comerç i reparació d'automòbils, 5 d'empreses de transport, 5 d'empreses d'hostatgeria i restauració, 2 d'empreses d'informació i comunicació, 1 d'una empresa financera, 2 d'empreses immobiliàries, 12 d'empreses de serveis, 16 d'entitats de l'administració pública i 6 d'empreses classificades com a «altres activitats de serveis».
Dels 17 establiments de servei als particulars que hi havia el 2009, 2 eren tallers de reparació d'automòbils i de material agrícola, 4 guixaires pintors, 1 fusteria, 3 lampisteries, 1 electricista, 1 perruqueria, 4 restaurants i 1 tintoreria.
L'únic establiment comercial que hi havia el 2009 era una botiga de material esportiu.
L'any 2000 a Conches-sur-Gondoire hi havia 4 explotacions agrícoles.

## Equipaments sanitaris i escolars
L'únic equipament sanitari que hi havia el 2009 era una farmàcia.
El 2009 hi havia 1 escola maternal i 2 escoles elementals.

## Poblacions més properes
El següent diagrama mostra les poblacions més properes.